# إيثان لوي
إيثان لوي (بالإنجليزية: Ethan Lowe)‏ هو لاعب دوري الرغبي أسترالي، ولد في 20 مارس 1991 في غونديويندي في أستراليا.